# John Roberts (skådespelare)
John Roberts, född 1979, är en amerikansk komiker och skådespelare.

## Fotnoter
1. ↑  läs online, pantheon.world .[källa från Wikidata]